# Zsolt Erőss

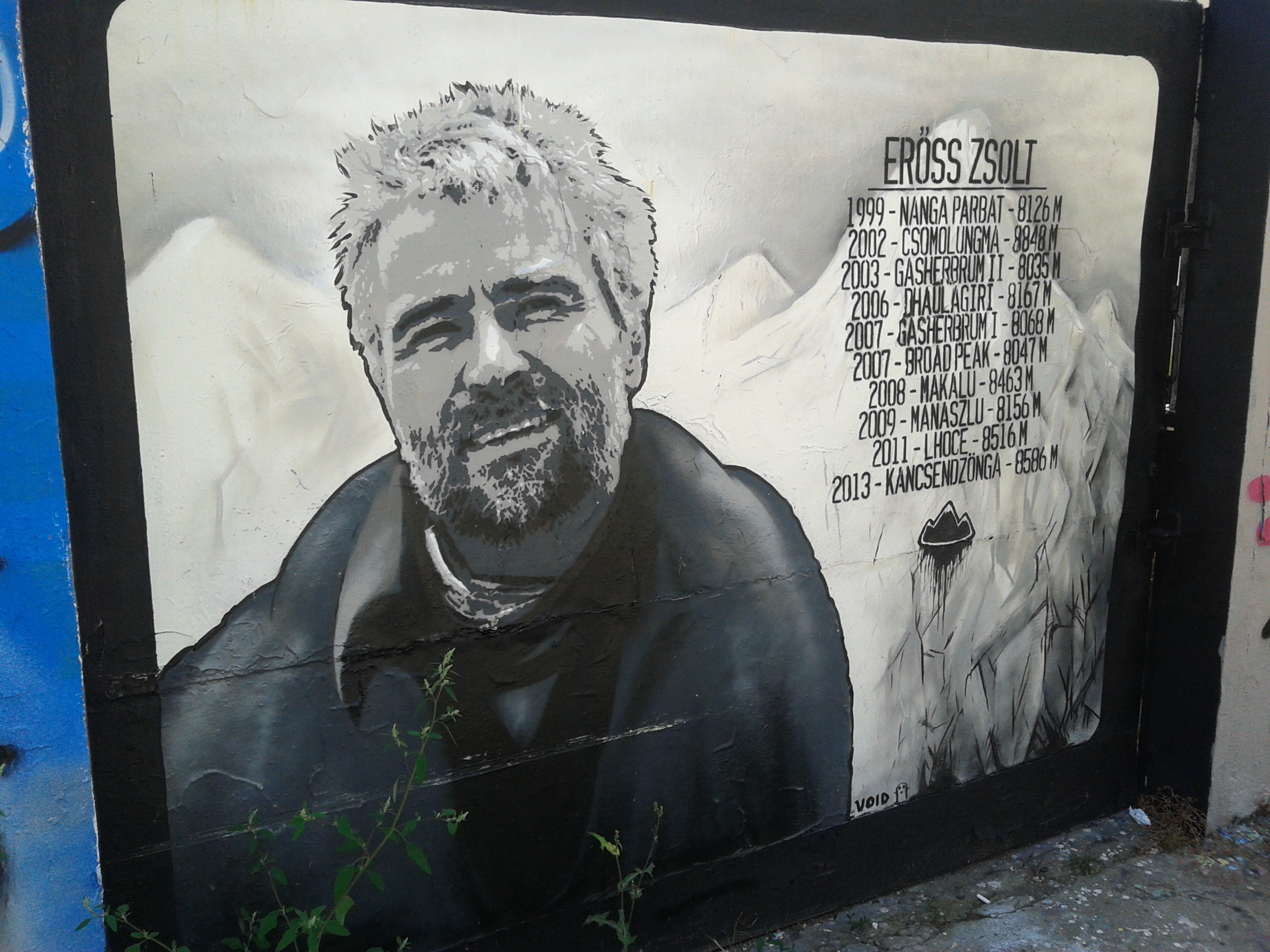
Zsolt Erőss – Streetart in Budapest

Zsolt Erőss (* 7. März 1968 in Miercurea Ciuc, Rumänien; † wahrscheinlich am 21. Mai 2013 am Kangchendzönga) war ein ungarischer Extrembergsteiger. Er bestieg zehn der vierzehn Achttausender, darunter 2002 als erster ungarischer Staatsbürger den Mount Everest. 

## Leben
Erőss begann 1981 mit dem Bergsteigen. Bis 1993 bestieg er die fünf höchsten Gipfel der damaligen Sowjetunion und erhielt dafür den Schneeleopard-Orden. Seit 1992 lebte er in Ungarn und hatte die ungarische Staatsbürgerschaft angenommen.
Nachdem er bereits 1996 und 2001 an Expeditionen zum Mount Everest teilgenommen hatte, erreichte er 2002 als erster ungarischer Staatsbürger den Gipfel. Zuvor hatte mit Zoltán Demján bereits ein aus Ungarn stammender Bergsteiger den Mount Everest erklommen, der allerdings tschechoslowakischer Staatsbürger war.
2010 hatte Erőss in der Tatra einen Unfall, infolgedessen sein rechtes Bein unterhalb des Knies amputiert werden musste. Er erhielt daraufhin eine Prothese, konnte aber trotzdem mit dem Klettern fortfahren. 2011 bestieg er so den Lhotse und am 20. Mai 2013 gemeinsam mit seinem Partner Péter Kiss den Kangchendzönga. Beim Abstieg zum Basislager in 7600 Metern Höhe kamen beide Bergsteiger ums Leben.